# بل‌بلاغ
بل‌بلاغ (به قزاقی: Bel'bulak) یک منطقهٔ مسکونی در قزاقستان است که در استان آلماتی واقع شده‌است.